# USS Lexington (CV-2)
El USS Lexington (CV-2), anomenat "Lady Lex", va ser un primerenc portaavions de la Marina dels Estats Units. Va ser el primer vaixell de la classe Lexington, encara que el seu únic germà, el USS Saratoga havia estat comissionat un mes abans. Originàriament dissenyat com a creuer de batalla, es convertí en un dels primers portaavions de la U.S. Navy durant la construcció per tal de complir els termes del Tractat Naval de Washington de 1922, que en essència va fer que s'abandonessin totes les noves construccions de cuirassats i de creuers de batalla. Entrà en servei el 1928, sent assignat a la Flota del Pacífic durant tota la seva carrera. El Lexington i el Saratoga van emprar-se per refinar les tàctiques de portaavions mitjançant una sèrie de maniobres anuals abans de la II Guerra Mundial. En més d'una ocasió van incloure atacs per sorpresa sobre Pearl Harbor, Hawaii. El sistema de propulsió turbo-elèctric del vaixell li permeté suplementar el subministament elèctric de Tacoma (Washington) durant una sequera finals de 1929 i inicis de 1930. També transportà personal mèdic i subministraments fins a Managua (Nicaragua), després d'un terratrèmol el 1931.
El Lexington es trobava al mar quan començà la Guerra del Pacífic el 7 de desembre de 1941, transportant avions de caces a l'illa de Midway. La seva missió va ser cancel·lada i tornà a Pearl Harbor una setmana després. Uns dies després va ser enviat a crear una diversió de la força en route per rellevar la guarnició assetjada a l'illa de Wake atacant les instal·lacions japoneses a les illes Marshall. L'illa va haver de rendir-se abans que no arribés la força de relleu, i la missió va ser cancel·lada. Un atac planejat contra l'illa de Wake el gener de 1942 va haver de ser cancel·lada quan un submarí va enfonsar el petroler requerit per subministrar el combustible pel viatge de retorn. El Lexington va ser enviat al mar del Corall el mes següent per bloquejar els possibles avanços japonesos en aquella zona. Va ser descobert pels avions vigies japonesos mentre que s'apropava a Rabaul (Nova Bretanya), i els seus avions van abatre la majoria dels bombarders que l'atacaren. Conjuntament amb el USS Yorktown atacà amb èxit la flota japonesa a l'est de Nova Guinea a inicis de març.
El Lexington va ser repassat a Pearl Harbor a finals de mes i es cità amb el Yorktown al mar del Corall a inicis de maig. Uns dies després els japonesos iniciaren l'operació MO, la invasió de Port Moresby (Papua Nova Guinea), i els dos portaavions estatunidencs intentaren aturar les forces invasores. Enfonsaren el portaavions lleuger Shōhō el 7 de maig durant la batalla del mar del Corall, però no aconseguiren trobar la força principal japonesa dels portaavions Shōkaku i Zuikaku fins l'endemà. Els avions del Lexington i del Yorktown van aconseguir ocasionar greus danys al Shōkaku, però els avions japonesos van ocasionar danys greus al Lexington. Els vapors ocasionats per les pèrdues dels tancs de gasolina d'aviació provocaren una sèrie d'explosions i d'incendis que no es van poder controlar, i la nau va haver de ser enfonsada per un destructor durant el vespre del 8 de maig per evitar que fos capturada.

## Disseny i construcció
El Lexington va ser el quart vaixell de la Marina dels Estats Units batejat en honor de la batalla de Lexington, la primera batalla de la Guerra d'Independència dels Estats Units. Va ser autoritzat inicialment el 1916 com un cuirassat classe Lexington, però la construcció va ser retardada a causa que tenien prioritat els vaixells anti-submarins i mercants, necessaris per assegurar el viatge segur d'homes i material a Europa durant la campanya submarina alemanya de la I Guerra Mundial. Després de la guerra va ser completament redissenyat, parcialment com a resultat de l'experiència britànica. Amb el número de casc CC-1 el Lexington va ser posat en grada el 8 de gener de 1921 per les drassanes Fore River de Quincy, Massachusetts.
Abans de la conclusió de la Conferència de Naval de Washington, la construcció del vaixell va ser suspesa al febrer de 1922, quan un 24,2% del vaixell ja estava complert. Va ser redissenyat i reautoritzat com a portaavions l'1 de juliol de 1922. El seu desplaçament va ser reduït fins a un total de 4.100 tones, aconseguit principalment mitjançant l'eliminació del seu armament principal de 8 canons de 16 polzades (406mm) en quatre torretes bessones (incloent les seves muntures pesades, el seu blindatge i d'altre equipament). El cinturó de blindatge principal es conservà, tot i que es reduí en alçada per estalviar pes. La línia principal del casc romangué sense alteracions, com succeí amb el seu sistema de protecció contra torpedes, car ja estava pràcticament construït i alterar-lo hagués estat massa car.
El vaixell tenia una eslora de 270,7 metres, una mànega de 32,8 i un calat de 9,9 metres i desplaçava 36.000 tones, 47.700 tones a plena càrrega. En desplaçament, tenia un centre de carena de 2,2 metres.
Batejat per la Sra. Theodore Douglas Robinson, esposa del Vicesecretari de la Marina, el Lexington va ser botat el 3 d'octubre de 1925. Va ser comissionat el 14 de desembre de 1927 sota el comandament del capità Albert Marshall. El 1942, el Lexington tenia una tripulació de 100 oficials i 1.840 mariners, a més d'un grup d'aviació format per 141 oficials i 710 homes.

### Arranjaments de la coberta de vol

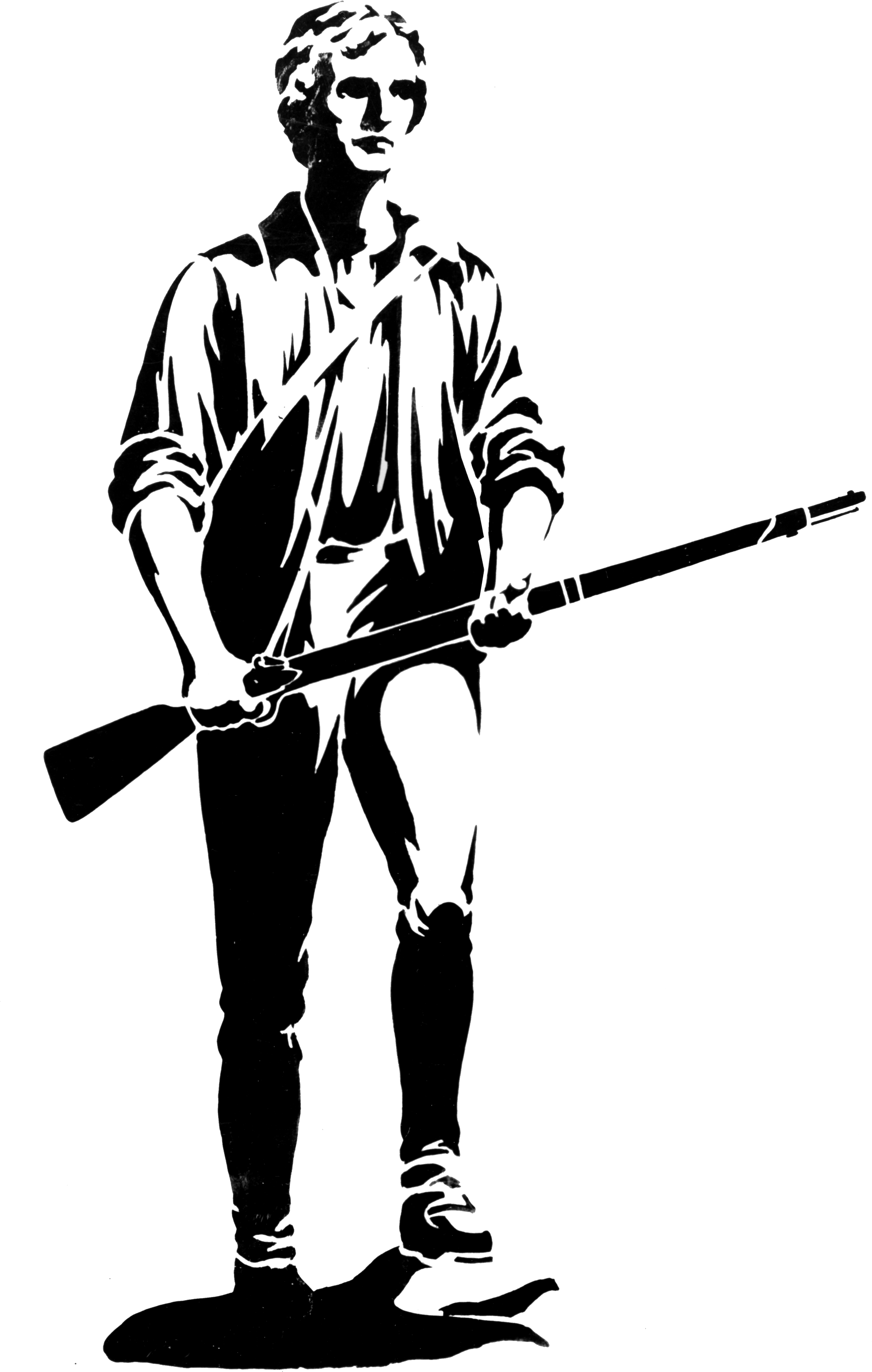
Insígnia del Lexington

La coberta de vol de la nau feia 264 metres de longitud i tenia una amplada màxima de 32,28 metres. Quan va ser construït, el seu hangar era "l'espai més gran dins de cap vaixell", i tenia una àrea de 3,114.9 m². Tenia 129,2 metres de longitud i no menys de 20,7m d'ample. La seva alçada mínima era de 6,4 metres, i estava dividit per un únic teló de seguretat just davant de l'ascensor de popa. Els tallers de reparació dels avions, de 32,9 metres de llarg, estava darrere de l'hangar, i a sota hi havia un magatzem pels avions desmuntats, de 39m de llarg. El Lexington estava equipat amb dos ascensors elèctrics a la línia central. Les dimensions de l'ascensor de proa eren de 9,1 m x 18,3 m, i tenia una capacitat de 7.300kg. L'ascensor de popa tenia una capacitat de només 2.700kg, i feia 9,1 m x 11,0 m. L'Avgas estava emmagatzemat en 8 compartiments al sistema de protecció de torpedes, i la seva capacitat era de 500.670 litres o 620.000 litres.
El Lexington estava equipat inicialment amb un engranatge de detenció elèctric dissenyat per Carl Norden, que emprava dos cables de proa a popa i transversalment. Aquests cables longitudinals estaven destinats a impedir que les aeronaus es desplacessin sobre els costats de la nau, mentre que el transversals frenaven l'avió fins que s'aturava. S'autoritzà a substituir aquests sistema per un sistema Mk 2 operat hidraulicament, sense cables longitudinals, l'11 d'agost de 1931. El 1934 van afegir-se quatre unitats Mk3 millorades, dotant al vaixell de 8 cables de detenció i de 4 barreres destinades a impedir que els avions s'estavellessin contra els avions aturats a proa. Després que la coberta de vol fos ampliada el 1936, s'afegiren 8 cables més per permetre aterrar als avions a la proa si la zona d'aterratge de popa estava malmesa. El vaixell va ser construït amb una catapulta volant de propulsió de 47,2m, també dissenyada per Norden, al costat d'estribord de la proa. Aquesta catapulta era prou forta per llançar un avió de 4.500kg a una velocitat de 48 nusos (89 km/h). Estava prevista per llançar hidroavions, però rarament s'emprà, i va ser eliminada el 1936.
El Lexington estava dissenyat per portar 78 avions de diversos tipus, incloent 36 bombarder, però aquesta quantitat s'incrementà quan la Navy adoptà la pràctica de lligar avions de recanvi als espais no utilitzats de la part superior de l'hangar. El 1936 el seu grup aeri consistia en 18 caces Grumman F2F-1 i 18 Boeing F4B-4, a més de 9 F2Fs de reserva. L'element ofensiu consistia en 20 bombarders en picat Vought SBU Corsair amb 10 avions de reserva i 18 torpediners Great Lakes BG amb 9 de reserva. Entre els diversos avions havien dos amfibis Grumman JF Duck amb un de reserva, i 3 Vought O2U Corsair d'observació i un de recanvi. Això sumava 79 avions, a més de 30 de recanvi.

### Propulsió
Els portaavions classe Lexington feien servir propulsió turbo-elèctrica; cadascun dels quatre eixos de l'hèlix anava impulsat per dos motors elèctrics de 22.500 CV (16.800 kw) estave impulsats per quatre turbo-generadors General Electric de 47.200 CV (35.200 kw). El vapor pels generadors provenia de 16 calderes Yarrow, cadascuna d'elles a un compartiment individual. Sis generadors elèctrics de 1.010 hp (750kw) estaven instal·lats als nivells superiors dels dos compartiments de les turbines principals per donar energia per assolir els requisits elèctrics mínims exigits per la nau.
El vaixell estava dissenyat per arribar als 33,25 nusos (61,58 km/h), però arribà a aconseguir 34,59 nusos (64,06 km/h) des de 202.973 ho (151.357 kw) durant les proves al mar el 1928. Portava un màxim de 6.688 tones llargues (6.795 tones) de fuel oil, però només li eren útils 5.400 tones llargues, car la resta havia de ser retinguda com a llast als tancs de combustible de proa per compensar el pes de l'illa i dels canons principals. Dissenyat per navegar 10.000 milles nàutiques a una velocitat de 10 nusos (19 km/h), demostrà un radi d'acció de 9.910 milles nàutiques (18.350 km) a una velocitat de 10,7 nusos (19,8 km) amb 4.540 tones llargues (4.610 tones) de combustible.

### Armament

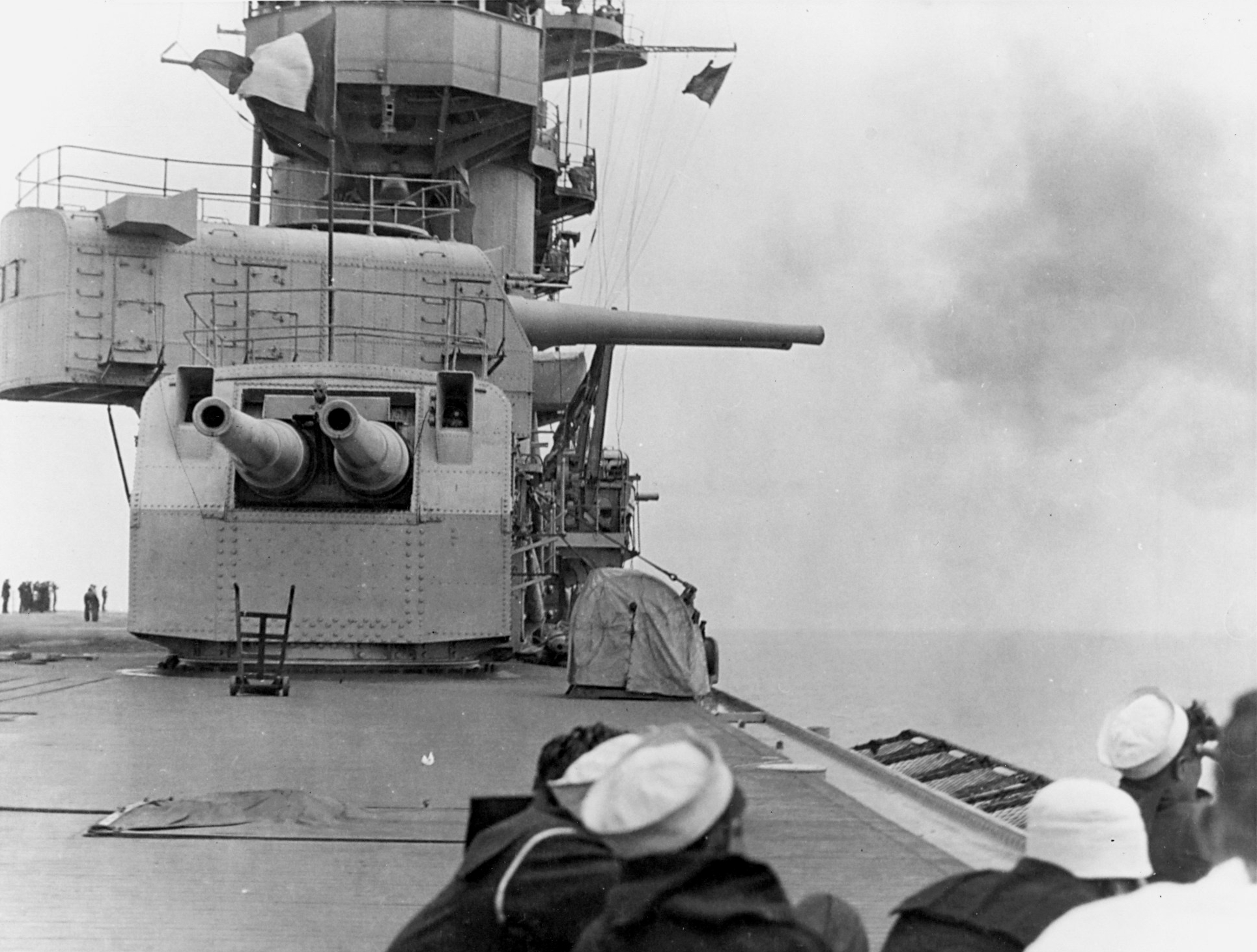
El Lexington disparant els seus canons de 203mm, 1928

L'Oficina de Construcció i Reparació de la Marina no quedà convençuda que els avions de la classe que estava sent dissenyada podrien substituir de manera efectiva l'armament d'un vaixell de guerra, especialment durant la nit o si el mal temps impedia les operacions aèries. Per això els dissenys dels portaavions incloïen una bateria de canons de calibre 55 MK 9 de 8 polzades en quatre torretes bessones. Aquestes torretes estaven muntades per sobre de la coberta de vol al costat d'estribord, dues davant la superestructura i les altres dues darrere la xemeneia, numerades de l'I al IV de proa a popa. En teoria els canons podien disparar cap als dos costats, però és possible que si haguessin disparat cap a babord (per damunt de la coberta), l'explosió hauria pogut danyar la coberta de vol. Podien baixar fins a -5º i elevar-se fins a 41º.
L'armament antiaeri (AA) consistia en 25 canons Mk 10 de 5" que estaven muntats en suports individuals, tres fixats en flotadors a ambdós costats de proa i popa. Inicialment no havien canons antiaeris instal·lats al Lexington, però el 1929 s'instal·laren dues metralladores sextubles de calibre .30 (7,62mm). No van tenir èxit i van ser substituïdes per dues metralladores calibre .50 (12,7mm) a 1931, una a cada punta de la torretes de 8 polzades. Durant una revisió el 1935 s'instal·laren quatre metralladores calibre .50 a cada punta del vaixell, i s'afegí una plataforma addicional al voltant de la xemeneia. En aquesta plataforma s'instal·laren 6 metralladora. A l'octubre de 1940 s'instal·laren quatre canons antiaeris Mk 10 de 3 polzades a les plataformes de les cantonades, substituint dues de les metralladores de .50 que van ser instal·lades al capdamunt de les torretes de 8 polzades. Un nou canó de 3 polzades va ser afegit al sostre de la caseta de coberta entre la xemeneia i l'illa. Aquests canons van ser provisionals fins que es van poder instal·lar els canons quadrubles d'1,1 polzades, la qual cosa no va poder ser fins a l'agost de 1941.
Al març de 1942 els canons de 8 posaldes del Lexington van ser retirats a Pearl Harbor i substituïts per 7 muntures de canons quadrubles d'1,1 polzades. A més, s'instal·laren 22 canons Oerlikon de 20mm, sis en una nova plataforma a la base de la xemeneia, 12 als llocs anteriorment ocupats per les llanxes als costats del casc, dues a la popa, dues més a proa i un parell al control superior de popa. Quan el vaixell va ser enfonsat al maig de 1942, el seu armament consistia en 12 canons de 5", 12 quadrubles d'1,1", 22 Oerlikons i 24 metralladores de calibre .50.

### Control de foc i electrònica
Cadascuna de les torretes de 8 posaldes tenia un telèmetre Mk 30 a la part posterior pel control local, però normalment estaven controlats per dos directors de foc Mk 18, un a proa i l'altre al pal de popa. Havia un telèmetre a 6,1metres, a la part superior de la cabina de comandament per donar informació als directors. Cadascun dels grups de canons de 5 polzades estava controlat per un director Mk 19, dos dels quals estaven muntats a cada costat dels llocs de localització. El Lexington va rebre un radar RCA CXAM-1 al juny de 1941 durant una breu estada a Pearl Harbor. L'antena de ràdio va ser instal·lada a la part davantera de la xemeneia, amb la sala de ràdio just sota l'antena, en substitució de l'estació d'ordres de maniobra secundària que anteriorment estava muntada allà.

### Blindatge
El cinturó de la línia de flotació dels vaixells classe Lexington tenia un gruix d'entre 178 a 127mm, de dalt a baix i amb un angle d'11º cap a la part exterior a la part superior. Cobria el centre de la nau. A proa, el cinturó acabava amb una mampara també de forma cònica que tenia entre 17,78 i 12,70cm de gruix. A popa acabava amb una mampara també de 17,78cm. Aquest cinturó tenia una alçada de 2,8m. La tercera coberta, sobre la maquinària i els magatzems, estava coberta amb una planxa d'acer de tractament especial (STS) de 51mm de gruix. L'aparell de govern estava protegit de dues planxes de STS de 76mm de gruix al sostre i de 114mm als laterals.
Les torretes dels canons estaven protegides només amb un blindatge de 19mm. La torreta era d'entre 51 i 57mm de gruix de STS, i tenia un tub de comunicació amb costats de 5cm que anava de la torre de comandament fins a la posició més baixa d'ordres de maniobra a la tercera coberta. El sistema de defensa de torpedes dels vaixells classe Lexington consistia en entre tres i sis mampares de protecció amb un gruix d'entre 10 a 19mm. Els espais entre ells podien emprar-se com a tancs de combustible o com a espais buits perquè absorbissin la detonació de l'ogiva d'un torpede.

## Historial de servei
Després dels ajustaments i dels creuers de prova, el Lexington va ser enviat a la costa oest i arribà a San Pedro, California el 7 d'abril de 1928. S'instal·là allà fins al 1940 i es quedà principalment a la costa oest, encara que participà en diversos Problemes de la Flota (maniobres) a l'Atlàntic i al Carib. Aquests exercicis provaren la doctrina i la tàctica per l'ús de portaavions. Durant el Problema de la Flota IX el gener de 1929, el Lexington i la seva Força de Reconeixement no aconseguiren defensar el canal de Panamà contra un atac aeri llançat pel seu germà, el USS Saratoga. El futur escriptor de ciència-ficció Robert A. Heinlein hi embarcà el 6 de juny com recentment nomenat alferes sota el capità Frank Berrien. Heinlein experimentà el seu primer fracàs literari quan el seu conte sobre un cas d'espionatge descobert a l'Acadèmia Naval no aconseguí guanyar un concurs d'escriptura del vaixell.
El 1929, l'estat de Washington patí una sequera que comportaren que el llac Cushman, que proveïa de l'aigua per la Presa Cushman N.1, tingués un nivell molt baix. L'energia hidroelèctrica generada per aquesta presa era la font principal de la ciutat de Tacoma i la ciutat demanà ajut al govern federal un cop l'aigua del llac retrocedí per sota del nivell de la ingesta del llac durant desembre. La US Navy envià el Lexington, que havia estat a les drassanes de Puget Sound a Bremerton, fins a Tacoma, i les línies elèctriques van ser manipulades al sistema energètic de la ciutat. Els generadors del vaixell proveïren un total de 4.520.960 kWh entre el 17 de desembre i el 16 de gener de 1930 fins que la neu es va fondre i la pluja va fer pujar les reserves d'aigua fins al nivell necessari per generar suficient electricitat per la ciutat. Dos mesos després participà en el Problema de la Flota X, que es va celebrar al Carib. Duran les maniobres, es considerà que els seus avions havien destruït les cobertes de vol i tots els avions dels portaavions adversaris, el Saratoga i el USS Langley. El Problema de la Flota XI va tenir lloc al mes següent i el Saratoga els tornà el guant, destruint la coberta de vol del Lexington per 24 hores, just quan les maniobres arribaven al clímax amb un gran combat de superfície.
El capità Ernest J. King, que arribaria a servir com a Cap d'Operacions Navals durant la II Guerra Mundial, assumí el comandament de la nau el 20 de juny de 1930. el Lexington va ser destinat, conjuntament amb el Saratoga a defensar la costa oest de Panamà contra un hipotètic invasor durant el Problema de la Flota XII al febrer de 1931. Tot i que els portaavions van poder causar alguns danys als combois d'invasió, les forces enemigues van aconseguir desembarcar. Poc després, els tres portaavions van ser transferits al Carib per a realitzar més maniobres. La més important va ser quan el Saratoga va defensar amb èxit la riba caribenya del canal de Panamà d'un atac del Lexington. El contraalmirall Joseph M. Reeves posà una trampa a King i assolí un mort al Lexington el 22 de març mentre que els avions del darrer encara buscaven el Saratoga.

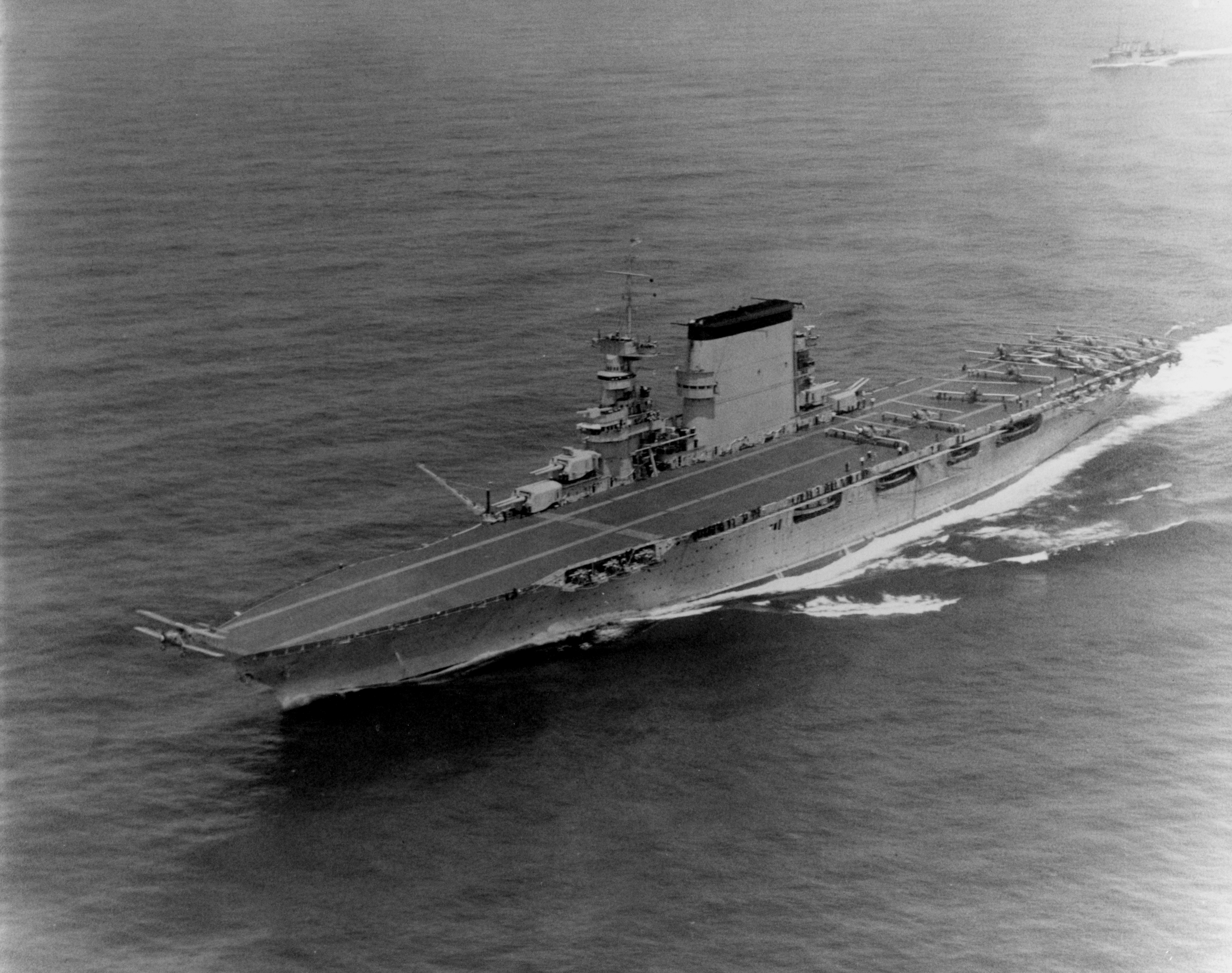
Avions torpediners Martin T4M enlairant-se des del Lexington al 1931.

El 31 de març de 1931 el Lexington, que havia estat prop de la base naval de la Badia de Guantànamo, a Cuba, va rebre l'ordre de dirigir-se a Nicaragua per ajudar els supervivents del terratrèmol que va devastar Managua. L'endemà, el vaixell es trobava suficientment a prop per enviar avions que portessin subministraments i personal mèdic fins a Managua. Durant les Grans Maniobres Conjuntes N.4, el Lexington i el Saratoga van poder llançar un gran atac aeri contra Pearl Harbor del diumenge 7 de febrer de 1932 sense ser detectats. Els dos portaavions van ser separats pel Problema de la Flota XIII que seguí poc després. El Lexington va ser assignat a la Flota Negre, defensant Hawaii i la costa Oest contra la Flota Blava i el Saratoga. El 15 de març, el Lexington va sorprendre el Saratoga amb tots els seus avions encara a coberta i es considerà que havia destruït la seva coberta de vol i havien malmès totalment el portaavions, considerant-se que havia estat enfonsat durant un atac nocturn pels destructors de la Flota Negre poc després. A més, es considerà que els avions del Lexington havien danyat dos cuirassats de la Flota Blava.
Abans de començar el Problema de la Flota XIV al febrer de 1933, l'Exèrcit i la Marina van portar a terme unes maniobres conjuntes simulant un atac de portaavions sobre Hawaii. El Lexigton i el Saratoga van atacar amb èxit Pearl Harbor a l'alba el 31 de gener sense haver estat detectats. Durant l'actual problema de la flota, el vaixell intentà atacar San Francisco, però va sorprès a la boira per diversos cuirassats que el defensaven de prop i va ser enfonsat. El Problema de la Flota XV tornà al golf de Panamà i al Carib a l'abril-maig de 1934, però els vaixells participants de la Flota del Pacífic van continuar al Carib i a la costa Est per realitzar més entrenament i maniobres, fins que tornaren a les seves bases al novembre. Més notablement durant el Problema de la Flota XVI, celebrat entre abril i juny de 1935, el Lexington va anar baix de combustible després de 5 dies navegant a tota velocitat i això comportà que es fessin experiments amb el procés de reposició que posteriorment es demostrarien essencials per a les operacions de combat durant la Guerra del Pacífic. Durant el Problema de la Flota XVII de 1936, el Lexington i el menor USS Ranger van carregar de combustible els seus destructors vigilants d'avions de manera rutinària.
L'almirall Claude C. Bloch limità el Lexington a donar suport dels cuirassats durant el Problema de la Flota XVIII el 1937 i conseqüentment el portaavions va quedar molt malmès i pràcticament enfonsat pel foc dels canons i pels torpedes. Durant el juliol següent, el vaixell participà en la infructuosa recerca d'Amelia Earhart. Al Problema de la Flota XIX de 1938 de nou provà les defenses de Hawaii i, de nou, els avions del Lexington i el seu germà atacaren amb èxit Pearl Harbor a l'albada el 28 de març. Després de l'exercici, els dos portaavions aconseguiren atacar amb èxit San Francisco sense ser descoberts per la flota defensora. El Problema de la Flota XX, celebrat al Carib al març-abril de 1939, va ser l'única ocasió abans de l'octubre de 1943 en què la Navy reuní quatre portaavions (el Lexington, el Ranger, el Yorktown i l'Enterprise) per a unes maniobres. En aquest exercici es realitzaren també les primeres temptatives de repostar els portaavions i els cuirassats al mar. Durant el Problema de la Flota XXI de 1940, el Lexington sorprengué el Yorktown i el destruí, encara que els avions del Yorktown aconseguiren destruir la coberta de vol del Lexington. Al maig, després de la conclusió de les maniobres, s'ordenà a la flota que es quedés a Hawaii.

### Segona Guerra Mundial
L'almirall Husband Kimmel, comandant en cap de la Flota del Pacífic, ordenà la Task Force (TF) 12—Lexington, tres creuers pesats i cinc destructors— perquè es desplacés cap a Pearl Harbor el 5 de desembre de 1941 per transportar 18 bombarders en picat Vought SB2U Vindicator del VMSB-231 del U.S. Marine Corps per reforçar la base de l'atol Midway. En aquells moments portava 65 avions propis, incloent 17 caces Brewster F2A Buffalo. El matí del 7 de desembre, la Task Force estava a unes 500 milles nàutiques (930 km) al sud-est de Midway quan va rebre la notícia de l'atac japonès sobre Pearl Harbor. Hores després, el contraalmirall John H. Newton, comandant de la Task Force, rebé ordre de cancel·lar la missió de transport i buscar la flota japonesa mentre que es trobava amb les naus del vicealmirall Wilson Brown a 100 milles nàutiques (160 km) a l'oest de l'illa Niihau. El capità Frederick Sherman necessità mantenir una patrulla contínua de combat contínua i recuperar els caces buits de combustible que en aquells moments estaven de patrulla. Amb els avions dels Marines a bord, la coberta de vol del Lexington estava molt congestionada i decidí revertir la fase dels motors de propulsió elèctrics a tota velocitat cap enrere per tal de llançar una nova patrulla aèria de combat i canviar de nou per reprendre el moviment cap endavant per recuperar la patrulla de combat que en aquells moments estava a l'aire. Aquesta acció poc ortodoxa li permeté mantenir una patrulla contínua i recuperar els seus avions sense el llarg retard ocasionat per moure els avions a la coberta de vol des de proa a popa i de tornada de fer espai per les operacions de llançament i recuperació. El Lexington llançà diversos avions d'escolta per buscar els japonesos durant el dia i romangueren al mar entre l'Atol Johnston i Hawaii, reaccionant a diverses alertes falses, fins que tornà a Pearl Harbor el 13 de desembre. Kimmel hauria volgut mantenir els vaixells a mar més temps, però les dificultats per abastir-los de combustible al mar l'11 i 12 desembre significà que la task force estava baixa de combustible i va haver de tornar a port.

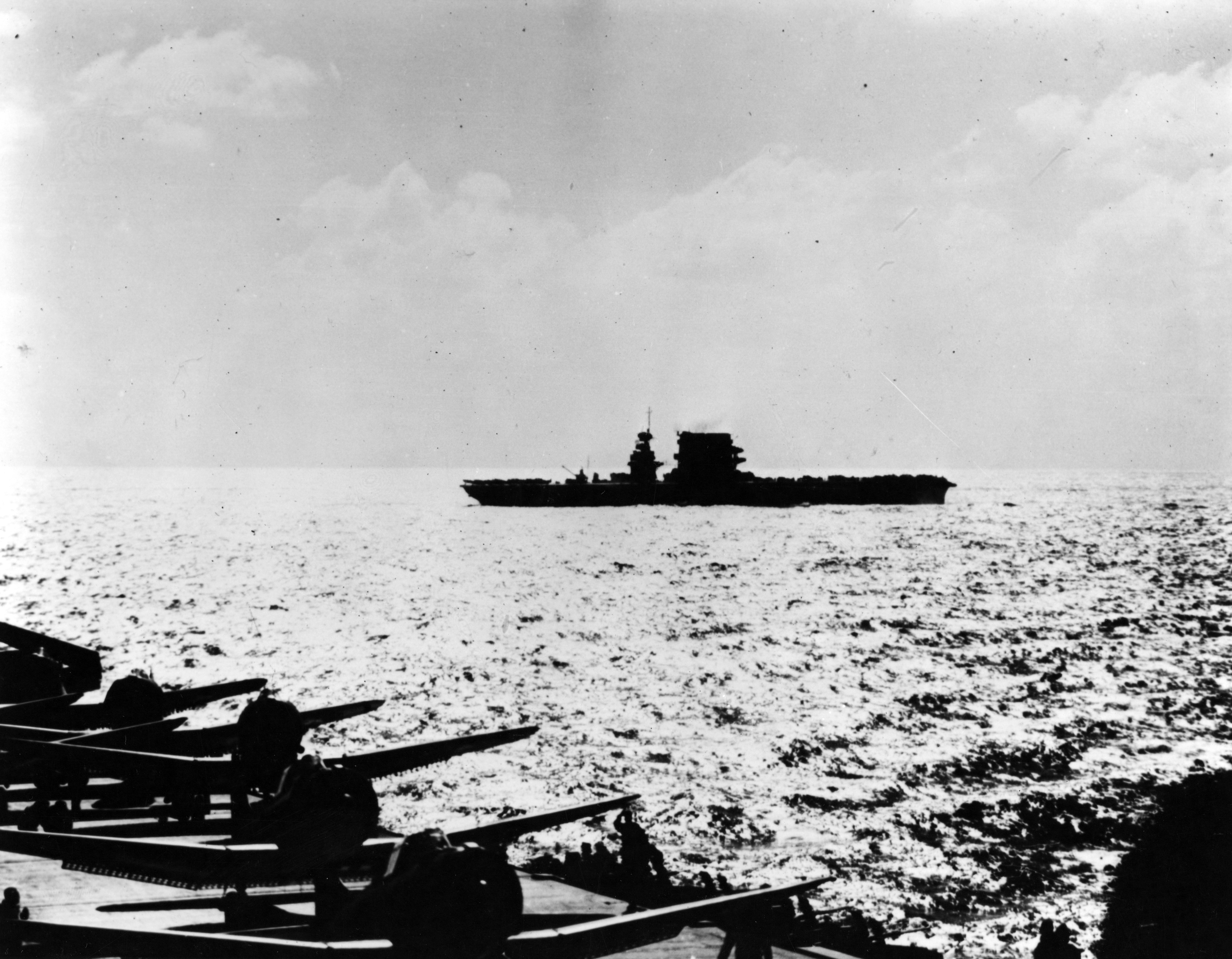
El Lexington a primera hora del matí del 8 de maig de 1942, tot just abans de llançar els seus avions durant la batalla del mar del Corall.

Rebatejada com Task Force 11, i reforçada per quatre destructors, el Lexington salpà de Pearl Harbor per atacar la base japonesa de Jaluit, a les illes Marshall per distreure als japonesos de la força de relleu, encapçalada pel Saratoga, cap a l'illa de Wake. Per a aquesta operació, el Lexington embarcà 21 Buffalos, 32 bombarders en picat Douglas SBD Dauntless, i 15 avions torpediners Douglas TBD Devastator, tot i que alguns avions no eren operatius. El vicealmirall William S. Pye, comandant de la Flota del Pacífic, cancel·là l'atac el 20 de desembre i ordenà que la flota es dirigís al nord-oest per cobrir la força de relleu. Els japonesos, malgrat tot, desembarcaren a Wake, fent que la guarnició es rendís el 23 de desembre abans que el Saratoga pogués arribar. Pye, reluctant a arriscar qualsevol portaavions contra una força japonesa de força desconeguda, ordenà a les dues flotes que tornessin a Pearl.
El Lexington arribà a Pearl Harbor el 27 de desembre, però tornà a ser enviat al mar dos dies després. Tornà el 3 de gener, necessitant reparacions a un dels seus generadors principals. Va ser reparat quatre dies després quan la TF 11 salpà amb el portaavions com a nau insígnia de Brown. La missió de la Task Force era patrullar en direcció a l'atol Johnston. Van ser descoberts pel submarí I-18 el 9 de gener, i diversos submarins van ser enviats per interceptar la Task Force. Un altre submarí va ser descobert a la superfície el matí següent a unes 60 milles nàutiques al sud del portaavions per dos Buffalos, que n'informaren sense alertar el submarí de la seva presència. Aquell vespre tornà a ser descobert, més al sud, per dos caces diferents, i dos Devastators carregats amb càrregues de profunditat van ser vectoritzats cap a la posició del submarí. Afirmaren haver-lo malmès abans que no s'hagués submergit completament, però l'incident no apareix als registres japonesos. La víctima putativa segurament va ser l'I-19, que arribà a l'atol Kwajalein el 15 de gener. El Lexington i la resta de la flota retornaren a Pearl Harbor l'endemà sense incidents.
La Task Force 11 salpà de Pearl Harbor tres dies després per realitzar patrulles al nord-est de l'illa Christmas. El 21 de gener, l'almirall Chester Nimitz, el nou comandant de la Flota del Pacífic, ordenà a Brown que realitzés un atac de diversió sobre l'illa de Wake el 27 de gener després que hagués carregat combustible de l'únic petroler disponible, el vell i lent petroler USS Neches en ruta cap a Brown. Malgrat tot, el petroler sense escorta va ser torpedinat i enfonsat pel submarí I-72 el 23 de gener, forçant la cancel·lació de l'atac. La Task Force arribà de retorn a Pearl Harbor dos dies després. Brown va haver de tornar al mar el 31 de gener per tal d'escortar el petroler ràpid USS Neosho per a la seva cita amb la task force de Halsey, que tornava dels atacs a les bases japoneses a les illes Marshall. Llavors se li ordenà patrullar prop de l'illa Canton per cobrir un comboi que arribava el 12 de febrer. La task force va ser reconfigurada amb només dos creuers pesats i set destructors; els 18 Grumman F4F Wildcats de la VF-3, redesplegats del torpedinat Saratoga, substituí el VF-2 per permetre a aquesta unitat convertir-se als Wildcat. Un dels Wildcats va quedar molt malmès en aterrar al portaavions. Nimitz cancel·là la cita el 2 de febrer després que sembles aparent que Halsey no necessitava el combustible del Neosho i ordenà a Brown que es dirigís cap a l'illa Canton. El 6 de febrer, Nimitz ordenà que es trobés amb l'esquadró ANZAC al mar del corall per evitar els avanços japonesos que podien interferir amb les rutes marítimes que connectaven Austràlia amb els Estats Units. A més, havia de protegir un comboi de tropes bound per a Nova Caledònia.

#### Atac intentat sobre Rabaul
El creuer pessat USS San Francisco i dos destructors reforçaren la task force el 10 de febrer i Brown es trobà amb l'esquadró ANZAC sis dies després. Fins i tot després que el Neosho buidés tot el seu combustible, l'esquadró ANZAC no podia unir-se a la flota de Brown per a l'atac proposat sobre Rabaul, havent-se de quedar al darrere. Brown va ser reforçat pel creuer pessat USS Pensacola i dos destructors el 17 de febrer, amb aquests vaixells encarregats de bombardejar Rabaul en conjunció amb l'atac dels avions del Lexington. Mentre que encara es trobaven a unes 453 milles nàutiques (839 km) al nord-est de Rabaul, la Task Force va ser descoberta per un hidroavió Kawanishi H6K "Mavis" el matí del 20 de febrer. L'hidroavió va ser detectat pel radar del Lexington i va ser abatut pel tinent comandant Jimmy Thach, però no abans que hagués emès la localització. Un altre H6K va ser dirigit per confirmar l'informe del primer avió, però va ser detectat i abatut abans que no pogués transmetre el seu informe. El pla de Brown depenia de l'element sorpresa i va cancel·lar l'atac, tot i que decidí dirigir-se cap a Rabaul per temptar els avions japonesos a atacar-lo.

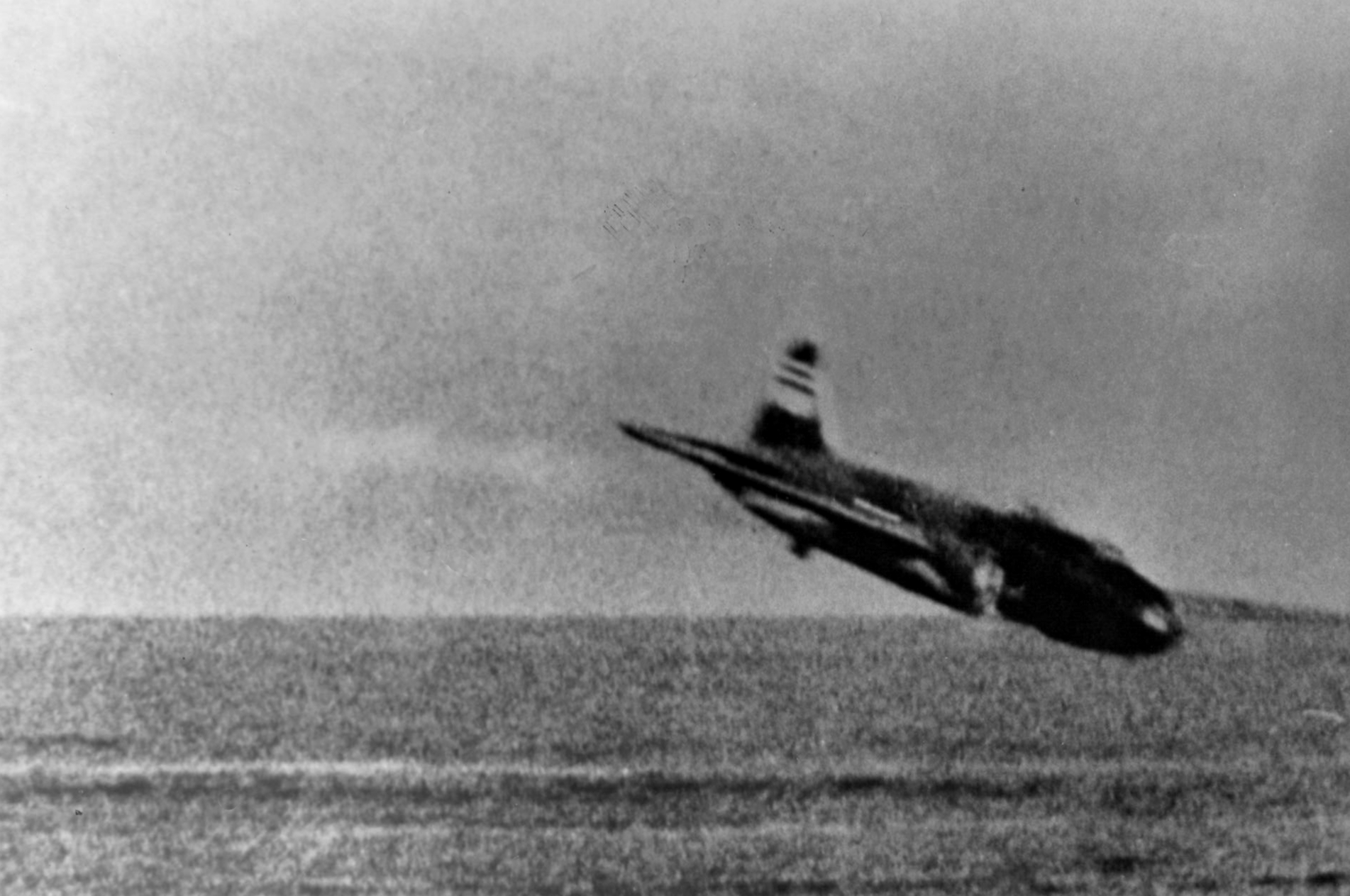
Un torpediner Mitsubishi G4M, fotografiat el 20 de febrer de 1942 des de la coberta de col del Lexington

El contraalmirall Eiji Gotō, comandant de la 24a Flotilla Aèria, llançà els seus 17 torpediners de llarg abast Mitsubishi G4M1 "Betty", carregats amb dues bombes de 250kg. Per una millor recerca dels americans, els japonesos dividiren els seus avions en dos grups i el radar del Lexington en descobrí un a les 16:25. En aquells moments, el vaixell estava rotant les seves patrulles i els avions tot just llançats amb prou feines van tenir temps per assolir l'alçada necessària abans que arribessin els japonesos. El Lexington tenia 15 Wildcats i Dauntlesses amb els dipòsits plens a la coberta de vol que estaven avançant per permetre aterrar la patrulla anterior. Va representar un seriós perill d'incendi, però no podien ser llançats fins que tots els avions de la coberta de vol haguessin estat moguts a popa. Conscient del perill, les tripulacions de coberta van tenir èxit en carregar els avions i van poder enlairar-se abans que ataquessin els japonesos. Només 4 dels 9 G4Ms de la primera onada van sobreviure per arribar al Lexington, però els quatre van perdre les seves bombes i van ser abatuts després, incloent un per un Dauntless. Els honors no van ser només per un costat, car van abatre dos Wildcats. La segona onada de 8 bombarders va ser descoberta a les 16:56, mentre que tots els Wildcats llevat de dos encara combatien amb la primera onada. El tinent Edward O'Hare i el seu home d'ala, tinent Marion Dufilho, van llançar-se per interceptar els bombarders, però els canons de Dufilho van tenir pana abans de poder disparar cap tret. O'Hare va poder abatre tres G4Ms i malmetre dos més abans que els bombarders poguessin llançar les seves bombes, cap de les quals impactà sobre el portaavions que maniobrava a tota velocitat. Només tres G4Ms van poder tornar a la seva base.

#### Atac de Lae-Salamaua
La task force canvià el curs després que es fes fosc per trobar-se amb el petroler USS Platte, programada pel 22 de febrer. Un hidroavió Aichi E13A "Jake" va poder seguir la task force durant una estona després que es fes fosc, però sis H6Ks llançats després de la mitjanit no van poder trobar la flota americana. Brown es trobà amb el Plate i l'esquadró ANZAC d'escorta segons estava previst i demanà que un altre portaavions el reforcés si es volia llançar un nou atac sobre Rabaul. Nimitz respongué immediatament ordenant a la Task Force 17 del Yorktown, sota el comandament del contraalmirall Frank Jack Fletcher, que es trobés amb Brown al nord de Nova Caledònia el 6 de març per permetre al darrer atacar Rabaul. El pla inicial era atacar des del sud amb l'esperança d'evitar els avions de recerca japonesos, però això canvià el 8 de març quan es rebé la notícia que el port de Rabaul estava buit car els japonesos havien envaït Papua Nova Guinea i tots els vaixells estaven ancorats davant de Lae i Salamaua. El pla es modificà per muntar l'atac des d'una posició al golf de Papua, tot i que això comportava sobrevolar les muntanyes Owen Stanley. Els dos portaavions arribaren a la seva posició el matí del 10 de març i el Lexington llançà 8 Wildcats, 31 Dauntlesses i 13 Devastators. Van ser els primers a atacar els 16 vaixells japonesos a l'àrea i enfonsaren 3 transports i en van danyar diversos més abans que els avions del Yorktown arribessin 15 minuts després. Un Dauntless va ser abatut per foc antiaeri, mentre que un Wildcat va abatre un hidroavió Nakajima E8N. Un H6K descobrí un portaavions aquell vespre, però el temps empitjorà i la 24a Flotilla Aèria decidí no atacar. La Task Force 11 va rebre l'ordre de tornar a Pearl Harbor i el Lexington canvià sis Wildcats, cinc Dautlesses i un Devastatos per dos Wildcats del Yorktown que necessitaven ser revisats abans de marxar. La task force arribà a Pearl Harbor el 26 de març.
El vaixell va tenir un breu descans, durant el qual es retiraren les seves torretes de 8 polzades, sent substituïdes per canons antiaeris quadrubles de 28mm (1,1 polzades). El contraalmirall Aubrey Fitch assumí el comandament de la Task Force 11 l'1 d'abril, sent reorganitzada, ara comptant amb el Lexington i els creuers pessats USS Minneapolis i New Orleans, a més de 7 destructors. La task force salpà de Pearl Harbor el 15 d'abril, portant 14 Buffalos del VMF-211 per a ser portats a l'atol Palmyra. Després de lliurar els caces dels Marines, la task force hagué d'entrenar-se amb els cuirassats de la Task Force 1 a la rodalia de Palmyra i de l'illa de Nadal. El 18 d'abril l'entrenament es cancel·là quan la intel·ligència Aliada descobrí que els japonesos volien envair i ocupar Port Moresby i Tulagi al sud de les illes Salomó (operació MO). Així, els vaixells de Fitch, obeint les ordres de Nimits, es trobaren amb la TF 17 al nord de Nova Caledònia l'1 de maig, després de carregar combustible del petroler Kaskaskia el 25 d'abril per avortar l'ofensiva japonesa. En aquells moments, el grup aeri del Lexington consistia en 21 Wildcats, 37 Dauntlesses i 12 Devastators.

#### Batalla del mar del Corall

##### Accions preliminars
Ambdues Task Forces necessitaven carregar combustible, però la TF 17 acabà abans i Fletcher ordenà al Yorktown i als seus escortes que avancessin al nord cap a les illes Salomó el 2 de maig. Pel seu costat, la TF 11 hauria de trobar-se amb les TF 17 i 44, l'antic Esquadró ANZAC, més a l'oest, al mar del Corall, el 4 de maig. Els japonesos iniciaren l'operació MO ocupant Tulagi el 3 de maig. Alertat pels avions de reconeixement, Fletcher decidí atacar els portaavions japonesos l'endemà. L'atac aeri sobre Tulagu confirmà que, com a mínim, hi havia un portaavions estatunidenc a la rodalia, però els japonesos desconeixien la seva localització. Llançaren diversos avions de reconeixement l'endemà per cercar els estatunidencs, però sense resultat. Un hidroavió H6K albirà el Yorktown, però va ser abatut per un dels seus Wildcat abans que pogués enviar la situació per ràdio. Els avions de l'USAAF albiraren el Shōhō al sud-oest de Bougainville Island el 5 de maig, però es trobaven massa al nord perquè els portaavions americans els poguessin atacar, car estaven carregant combustible. Aquell dia, Fletcher rebé un missatge d'intel·ligència d'Ultra que situava els 3 portaavions japonesos que se sabia que participaven en l'operació MO prop de l'illa Boungainville, i preveien el 10 de maig com a dia de la invasió. També preveien atacs aeris des dels portaavions en suport a la invasió des de dies abans del 10 de maig. Basant-se en aquesta informació, Fletcher planejà completar el repostatge el 6 de maig i apropar-se a la punta oriental de Nova Guinea per estar en posició de localitzar i atacar la flota japonesa el 7 de maig.
Un altre H6K descobrí els estatunidencs durant el matí del sis de maig i els seguí amb èxit fins a les 14:00. Malgrat tot, els japonesos eren incapaços de llançar atacs aeris amb mal temps o sense informes de localització recents. Ambdues flotes creien saber on estava l'altra força, i esperaven combatre l'endemà. Els japonesos van ser els primers a descobrir els americans quan un avió trobà el petrolier Neosho escortat pel destructor USS Sims a les 07:22, al sud de la Força d'Atac. Van ser identificats erròniament com un portaavions i un creuer, de manera que els portaavions de la flota, el Shōkaku i el Zuikaku i el llançaren un atac aeri quaranta minuts després que enfonsà el Sims i danyà tant el Neosho que va haver de ser enfonsat uns dies després. Els portaavions estatunidencs estaven a l'oest dels portaavions japonesos, no pas al sud, i van ser descoberts per altres avions japonesos poc després que els portaavions haguessin llançat el seu atac contra el Neosho i Sims.
Els avions de reconeixement estatunidencs albiraren dos creuers pesats japonesos al nord-est de l'illa Misima a l'arxipèlag Louisiade, a la punta oriental de Nova Guinea a les 07:35 i dos portaavions a les 08:15. Una hora després l'almirall Fletcher ordenà que es llancés un atac aeri, creient que els dos portaavions descoberts eren el Shōkaku i el Zuikaku. Lexington i el Yorktown llançaren 53 Dauntlessess i 22 Devastators escortats de 18 Wildcats. A les 08:15 report turned out to be miscoded, as the pilot had intended to report two heavy cruisers, però els avions de la USAAF havien detectat el Shōhō, els seus escortes i el comboi d'invasió. Com que el darrer punt només estava a 30 milles del senyalat a les 08:15, els avions en ruta van ser dirigits cap a aquest nou objectiu.

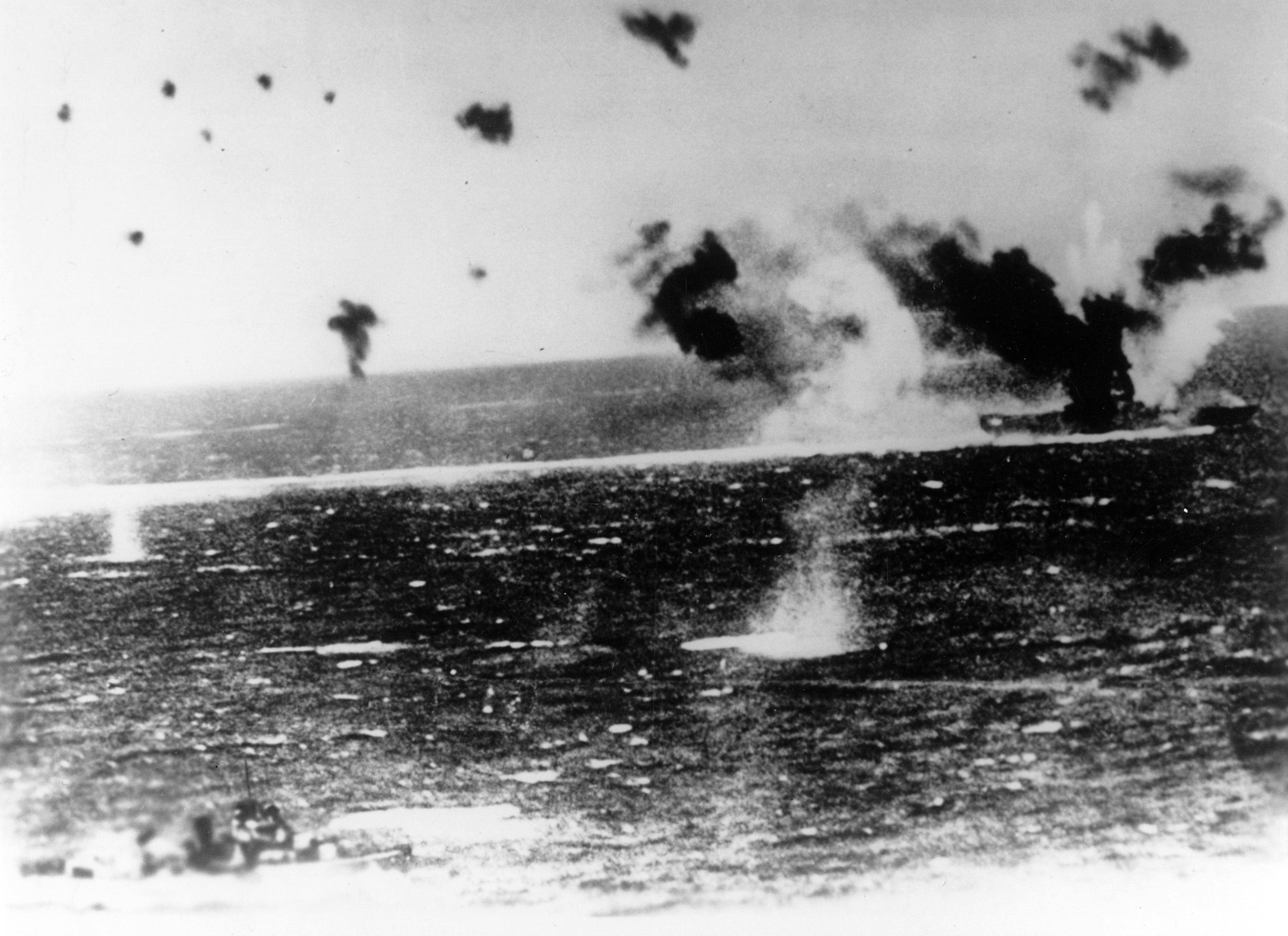
El Lexington fotografiat des d'un avió japonès el 8 de maig després de rebre l'impacte de diverses bombes.

El Shōhō i la resta de la Força Principal van ser descoberts per un avió del Lexington a les 10:40. En aquells moments, la patrulla aèria de combat del Shōhō consistia en dos Mitsubishi A5M "Claudes" i un Mitsubishi A6M Zero. Els bombarders en picat del VS-2 començaren el seu atac a les 11:10 i els tres caces japonesos atacaren els Dautlesses mentre que feien el picat. Cap d'ells aconseguí cap tocat sobre el Shōhō, que estava maniobrant per evitar les bombes; un Dauntless va ser abatut per Zero; a més que diversos Dauntlesses més van resultar danyats. El portaavions llançà tres Zeros més per reforçar la defensa. Els Dauntlesses del VB-2 començaren el seu atac a les 11:18, aconseguint dos impactes sobre el Shōhō amb bombes de 450 kg. Van penetrar la coberta de vol del vaixells i començaren un incendi als hangars, on hi havia tot d'avions plens de combustible i armats. Un minut després els Devastators del VT-2 començaren a llançar els seus torpedes des d'ambdós costats del vaixell. Aconseguiren impactar en 5 ocasions el Shōhō, i els danys van malmetre el govern del vaixell i la seva energia. A més, els impactes inundaren tant les sales de màquines i de calderes. Els avions del Yorktown acabaren amb el portaavions enfonsant-lo a les 11:31. Després de l'atac, el tinent comandant Robert E. Dixon, comandant del VS-2, va emetre el seu famós missatge als portaavions americans: "Scratch one flat top!" (una esgarrapada al sostre).
Després que el Shōkaku i el Zuikaku haguessin recuperat els avions que havien enfonsat el Neosho i el Sims, el contraalmirall Chūichi Hara, comandant de la 5a Divisió de Portaavions, ordenaren que s'havia de preparar un nou atac aeri mentre que es creia que els portaavions estatunidencs estaven localitzats. Els dos portaavions llançaren un total de 12 bombarders en picat Aichi D3A "Val" i 15 torpediners Nakajima B5N "Kate" aquella tarda. Els japonesos havien confós la Task Force 44 pel Lexington i el Yorktown, que estaven molt més a prop, encara que estaven al mateix transport. El radar del Lexington detectà un grup de nou B5Ns a les 17:47 i la meitat de la patrulla aèria de combat va ser dirigida per interceptar-los mentre que s'enlairaven més Wildcats per reforçar la força aèria. Els caces d'interceptació sorprengué els bombarders japonesos i en van abatre cinc mentre que perdien un. Una secció dels caces recent llançats albiraren la resta del grup de sis B5Ns, abatent-ne dos i malmetent greument un altre bombarder, tot i que un Wildcat es va perdre per causes desconegudes. Una altra secció detectada va abatre un únic D3A. Els líders japonesos supervivents cancel·laren l'atac després de les greus pèrdues patides i que tots els avions haguessin llançat les seves bombes i torpedes. Encara no havien detectat els portaavions americans i viraren de tornada als seus vaixells, usant els localitzadors de direcció de ràdio per senyalar el camí fins als portaavions. La transmissió de balisa en una freqüència molt propera a la que feien servir els vaixells americans i molts avions japonesos va confondre els vaixells en la foscor. Diversos d'ells van volar al costat dels vaixells americans, fent senyals amb els llums per tal de confirmar la seva identitat, però en un inici no van ser reconeguts com a japonesos a causa que encara havien Wildcats que volien aterrar als portaavions. Finalment van ser reconeguts i es va obrir foc contra ells, tant des dels Wildcats com des dels canons antiaeris de la task force, però enmig de la confusió els japonesos no van patir grans pèrdues. Un Wildcat va perdre el contacte radiofònic i no va trobar els portaavions estatunidencs; i el pilot mai no va ser trobat. Només 18 avions japonesos van aconseguir tornar als seus portaavions, començant a les 20:00.

##### 8 de maig

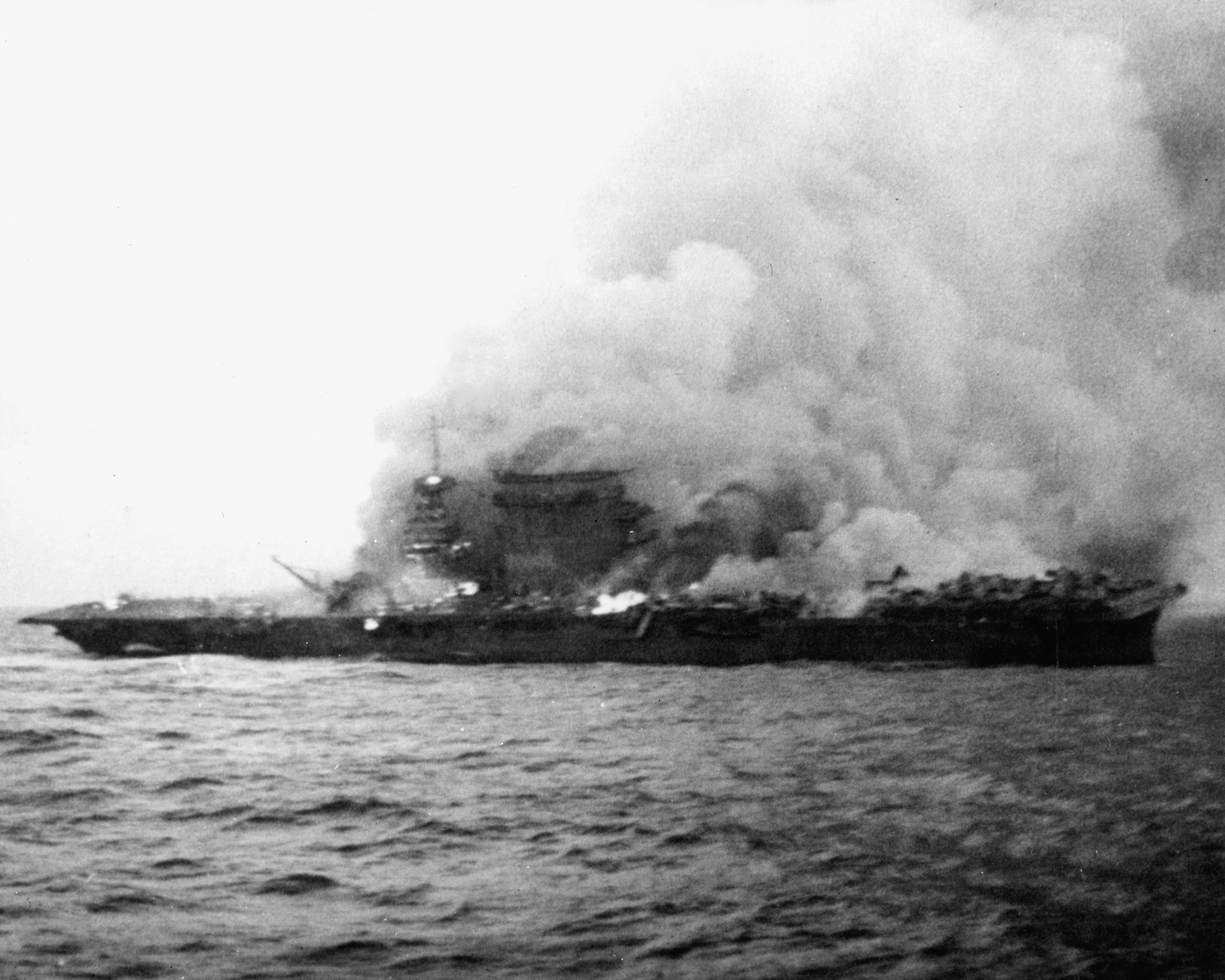
El Lexington en flames durant la batalla del mar del Corall

El matí del 8 de maig, ambdós bàndols s'albiraren mútuament cap a la mateixa hora i començaren a llançar els seus avions cap a les 09:00. Els portaavions japonesos llançaren un total de 18 Zeros, 33 D3As i 18 B5Ns. El Yorktown va ser el primer portaavions estatunidenc en llançar els seus avions, i el Lexington començà a llançar els seus set minuts després. Aquests eren 9 Wildcats, 15 Dauntlesses i 12 Devastators. Els bombarders en picat el Yorktown van destruir la coberta de vol del Shōkaku amb només dos impactes, i els avions del Lexington només van poder danyar-lo amb un altre impacte. Cap dels torpediners aconseguí cap tocat. La patrulla de combat japonesa va ser efectiva, abatent 3 Wildcats i dos Dauntlesses amb la pèrdua d'un Zero.
Els avions japonesos van descobrir els portaavions japonesos cap a les 11:05 i els B5Ns van atacar en primer lloc perquè els D3As van haver de girar per aproximar-se als portaavions a favor del vent. La patrulla de combat va abatre tres dels torpediners abans que haguessin pogut llançar els seus torpedes, però 11 van sobreviure prou temps per aconseguir dos tocats sobre el costat de babord del Lexington a les 11:20, encara que dos dels B5Ns van ser abatuts pel foc antiaeri després de deixar anar els seus torpedes. L'impacte del primer torpede impactà al cinturó bloquejant els ascensors en la posició d'ascens i inicià diverses fuites als tancs d'emmagatzematge d'avgas de babord. El segon torpede impactà al pont, trencant la xarxa d'aigua i començà a inundar tres sales de màquines. Les calderes es van haver d'apagar, cosa que va reduir la velocitat a un màxim de 24,5 nusos, i la inundació va donar una inclinació de 6-7° a babord. Poc després, el Lexington va ser atacat per 19 D3As. Un va ser abatut per la patrulla de combat abans de poder deixar anar la seva bomba i un altre va ser abatut pel portaavions. Va rebre l'impacte de dues bombes, la primera de la qual detonà a un dipòsit de munició de 5 polzades que estava preparada a babord, matant tota la tripulació d'un canó antiaeri de 5 polzades i començant diversos incendis. El segon impacte impactà a la xemeneia, causant pocs danys significatius, encara que fragments van matar diversos dels membres de les dotacions de les metralladores de .50 allà situades. L'impacte també bloquejà la sirena del vaixell en la posició d'encès. La resta de bombes detonaren molt a prop i alguns fragments perforaren el casc, inundant dos compartiments.

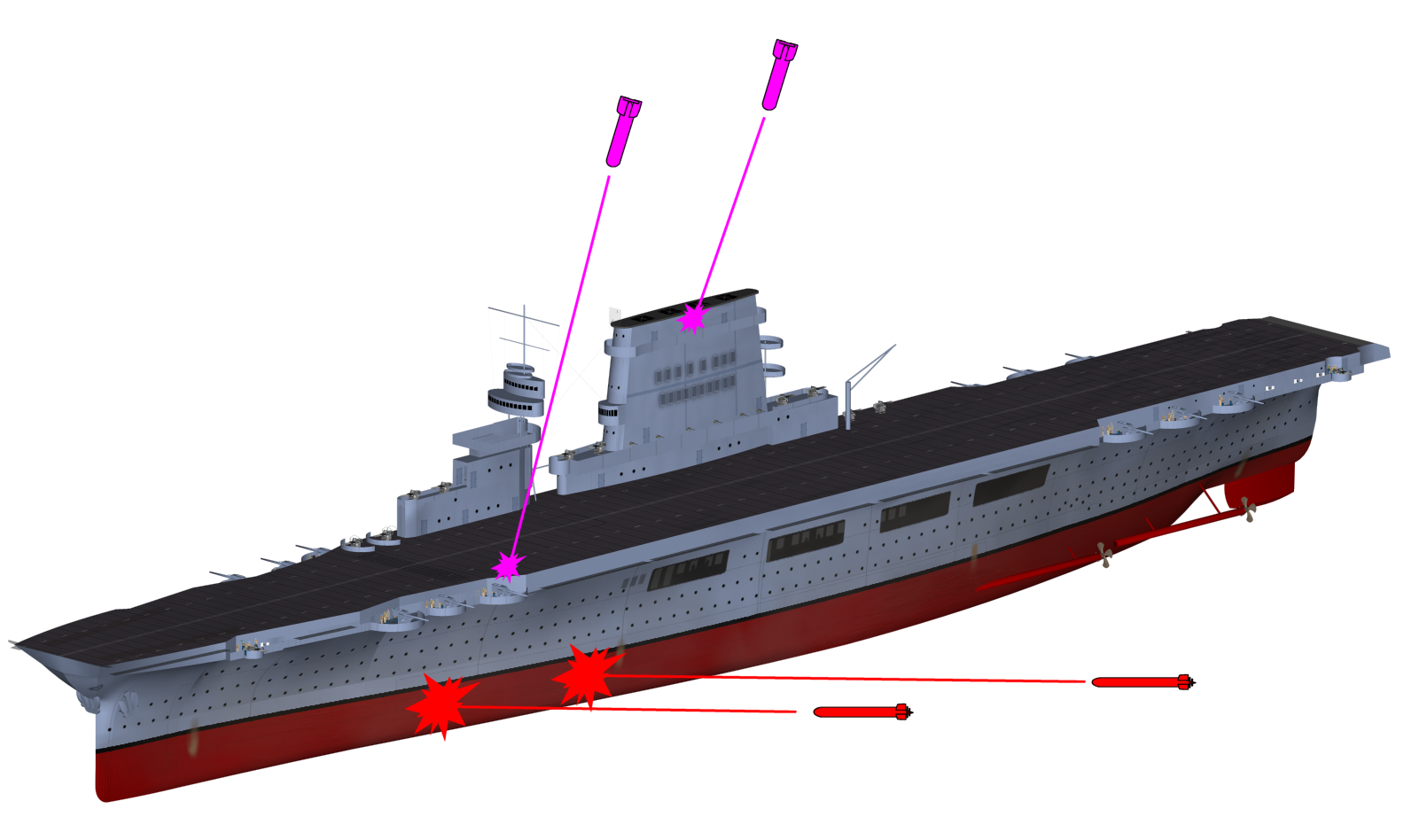
Impactes directes confirmats rebuts pel Lexington durant la batalla

El combustible va ser bombejat dels tancs de babord als d'estribord per corregir la inclinació i el Lexington va poder començar a recuperar els avions danyats i aquells que estaven baixos de combustible a partir de les 11:39. Els japonesos havien abatut tres dels Wildcats i cinc Dauntlesses del Lexington, a més d'un altre Dauntless que s'estavellà en aterrar. A les 12:43, cinc Wildcats s'enlairaren per rellevar la patrulla de combat i nou Dauntlesses més es prepararen per enlairar-se. A les 12:47 les espurnes van fer que s'encenguessin els vapors de la gasolina que sortien dels tancs de combustible esquerdats, provocant una gran explosió, la qual matà 25 tripulants i deixà fora de combat la principal estació del control de danys. Els danys no van interferir amb les operacions del control de vols, encara que el sistema de càrrega de combustible va caure. Els Dauntlesses carregats de combustible van enlairar-se, i sis Wildcats amb poc combustible van aterrar. Els avions que estaven a l'aire des del matí començaren a aterrar a les 13:22, i tots els avions supervivents havien aterrat a les 14:14. El recompte final va ser de tres Wildcats abatuts, a més de tres Wildcats, tres Dauntlesses i un Devastator que van haver d'amarar.
A les 14:42 va tenir lloc una nova explosió que inicià diversos incendis a l'hangar i propulsa l'ascensor de proa 30cm sobre la coberta de vol. Poc després marxà la llum de la meitat anterior del vaixell. Fletcher envià tres destructors per ajudar, però a les 15:25 va tenir lloc una altra gran explosió que va fer caure la pressió de l'aigua a l'hangar i obligà a que s'haguessin d'abandonar les sales de màquines de proa El foc obligà a que tots els compartiments sota el nivell de l'aigua haguessin de ser evacuats a les 16:00 i el Lexington finalment s'aturà. Poc després començà l'evacuació dels ferits i Sherman ordenà a les 17:07 que s'abandonés el vaixell. A les 18:00 començaren una sèrie de grans explosions que va fer miques l'ascensor de popa i va enlairar-se els avions. Sherman esperà fins a les 18:30 per assegurar-se que tots els tripulants havien abandonat el vaixell abans de fer-ho ell mateix. Uns 2.770 oficials i homes van ser rescatats per la resta de la task force. El destructor USS Phelps va rebre l'ordre d'enfonsar el vaixell i disparà cinc torpedes entre les 19:15 i les 19:52. Immediatament després de l'impacte del darrer torpede, el Lexington s'escorà a babord i s'enfonsà a 15° 20′ S, 155° 30′ E / 15.333°S,155.500°E. Van morir uns 216 tripulants i 2.735 van ser evacuats.

## Honors i llegat
El Lexington va rebre dues estrelles de batalla pel seu servei durant la II Guerra Mundial.
Al juny de 1942, cinc dies després del reconeixement públic de la Navy de l'enfonsament, els treballadors de les drassanes de Quincy, on el vaixell havia estat construït vint-i-un anys abans, envià un cable al Secretari de la Navy Frank Knox i proposà un canvi al nom d'un dels nous portaavions classe Essex, en aquells moments en construcció, de Cabot a Lexington. Knox es mostrà d'acord amb la proposta i el vaixell passà a ser el cinquè USS Lexington el 16 de juny de 1942. Va ser comissionat com a USS Lexington (CV-16) el 17 de febrer de 1943, seguint en servei fins al 1991.

## Capitans
- Albert Ware. Marshall – 14 de desembre de 1927 - 22 d'agost de 1928
- Frank Dunn Berreen – 22 d'agost de 1928 – 30 de juny de 1930
- Ernest King – 30 de juny de 1930 – 31 de maig de 1932
- Charles Adams Blakely - 31 de maig de 1932 – 12 de juny de 1934
- Arthur Byron Cook – 12 de juny de 1934 – 6 d'abril de 1936
- Aubrey Wray Fitch – 6 d'abril de 1936 – 13 d'abril de 1937
- Leigh H. Noyes – 13 d'abril de 1937 – 18 de juny de 1938
- John Howard Hoover – 18 de juny de 1938 – 17 de juny de 1939
- Alva Douglas Bernhard – 17 de juny de 1939 – 13 de juny de 1940
- Frederick Carl Sherman – 13 de juny de 1940 – 8 de maig de 1942[72]